# Santa Cecília do Sul
Santa Cecília do Sul este un oraș în Rio Grande do Sul (RS), Brazilia.